# Alexandre Herculano
Alexandre Herculano de Carvalho e Araújo  (Lisbona, 28 marzo 1810 – Santarém, 13 settembre 1877) è stato uno scrittore e giornalista portoghese.

## Biografia
Fu tra i maggiori esponenti del romanticismo portoghese, sia come teorico della nuova letteratura (diresse l'influente rivista «O Panorama»), sia come polemista. Viene ritenuto dagli storici della letteratura il padre del romanzo storico del suo Paese, per il quale si ispirò a Walter Scott.

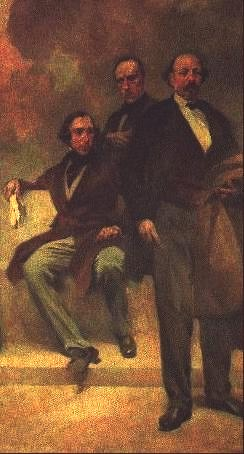
Columbano Bordalo Pinheiro, "Almeida Garrett, Alexandre Herculano e José Estêvão Coelho de Magalhães", quadro del 1926 esposto presso la Sala dos Passos Perdidos, Palazzo di São Bento.

Nacque in una famiglia poco agiata e dopo la morte del padre dovette interrompere gli studi, iniziati presso un istituto della Confederazione dell'oratorio di San Filippo Neri.
A causa delle sue idee rivoluzionarie fu costretto ad emigrare nel 1831, ma non rinunciò mai ai suoi ideali liberali.
Fu iniziato in Massoneria in Inghilterra.

Tra il 1846 e il 1853 pubblicò i 4 volumi della sua Storia del Portogallo (Historia de Portugal), concepita come storia della società e delle istituzioni. Poeta di ispirazione civile e meditativa, Alexandre Herculano ebbe fama soprattutto come autore di romanzi e di racconti storici: Il monaco cisterciense (O monge de Cister), 1841, Il giullare (O bobo), 1843, Eurico, il prete (Eurico, o Presbitero), 1844, Leggende e racconti (Lendas e narrativas), 1851, sono tutte storie ambientate in un medioevo eroico, ma drammatico.